# 香芽蕉
香芽蕉（Cavendish）是最常見的香蕉栽培品種，亦称华蕉，為小果野蕉的三倍體品種，屬AAA種。
香芽蕉按照稈高、莖形比、葉形比、果指性狀等，可分為不同的品種，包括粗把香芽蕉、矮稈香芽蕉、大矮蕉、威廉斯（Williams，主要種於大洋洲）等。
1826年，查理斯·戴斐爾抵達毛里裘斯，並於3年後從當地把多株香芽蕉運往英國給羅勃·巴克雷。在巴克雷死後，第六代德文郡公爵威廉·卡文迪許買下巴克雷莊園中的植物，包括香芽蕉在內，種於查茲沃斯莊園。1837年，倫敦林奈學會以公爵的名字正式將香芽蕉命名為「卡文迪許」。因應黃葉病疫情，標準果品1939年在洪都拉斯試種粗把香芽蕉，並於1947年，放棄原來大米七香蕉，開始改為出口香芽蕉，香芽蕉亦從此成為世界主要種植的香蕉品種。

## 引用來源
1. ↑  東盟特色農業新優品種數據庫—香芽蕉有哪些種類和特點 的存檔，存档日期2014-03-02.
2. ↑  Dan Koeppel. . 謝佩妏翻譯. 馥林文化. 2009年11月: 177–180頁. ISBN 978-986-6535-37-6.